# 沙耶爾·伊瑪目
沙耶爾·伊瑪目（印地語︰शरजील इमाम，1988年—）是來自比哈爾邦的印度人權活動家和學者，他以參與公民身份法修正案示威活動而聞名。他被印度五個邦指控煽動叛亂，於2020年1月28日他向德里警方自首。他被指控在示威其間發佈「加劇了人們之間的敵意的演講」，導致騷亂。联合国呼吁印度释放包括伊瑪目在內的，因示威被捕的人士，指逮捕与拘留期间未履行正当程序，还有实施酷刑与虐待。